# Равно (община, Босния и Герцеговина)
Община Равно (босн. и хорв. Opština Ravno, серб. Општина Равно) — боснийская община, расположенная в Герцеговино-Неретвенском кантоне Федерации Боснии и Герцеговины. Административным центром является Равно.

## Население
По предварительным данным переписи в конце 2013 года население общины составляло 3 328 человек. По данным переписи населения 1991 года, в 22 населённых пунктах общины проживали 1 771 человек.